# Rhegmoclema verralli
Rhegmoclema verralli är en tvåvingeart som först beskrevs av Edwards 1934.  Rhegmoclema verralli ingår i släktet Rhegmoclema och familjen dyngmyggor. Inga underarter finns listade i Catalogue of Life.